# ConoServer
ConoServer és una base de dades de toxines expressades pels cargols de mar depredadors de la família Conidae, els cargols cònids. Aquestes toxines es coneixen com conotoxines o conopèptids.
Aquestes toxines són importants per a la investigació mèdica. Una característica notable d'aquests pèptids és la seva alta especificitat i afinitat cap als canals iònics humans, receptors i transportadors del sistema nerviós. Això fa que els conopèptids siguin un recurs interessant per als estudis fisiològics dels neuroreceptors i dels medicaments prometedors.